# El sistema de ceques del Cuzco
El sistema de ceques del Cuzco es un libro del antropólogo estadounidense y holandés Tom Zuidema  acerca de los ceques que son 41 líneas imaginarias que parten desde el templo de Coricancha y se dirigen hacia cada huaca, haciendo un total de 328 huacas. Sin embargo, estas líneas imaginarias sólo eran conocidas por el cuerpo de sacerdotes y la distancia entre huaca y huaca era de entre cinco a ocho kilómetros.
El libro fue originalmente publicado en inglés en 1964 bajo el título The Ceque System of Cuzco. The social organization of the capital of the Inca y está basado en los hallazgos de la tesis doctoral de Zuidema realizada en la Universidad de Leiden.Zuidema, en su trabajo pionero, proporcionó una profunda comprensión del significado y la función del sistema de ceques en la cosmovisión incaica.

## Estructura
La obra está dividida en 9 capítulos:
- Capítulo I. La base de la investigación
- Capítulo II. Anotaciones preliminares
- Capítulo III. Revisión teórica de la organización del Cuzco
- Capítulo IV. La primera representación de la organización del Cuzco
- Capítulo V. La segunda representación
- Capítulo VI. La tercera representación
- Capítulo VII. La coordinación de las tres representaciones
- Capítulo VIII. La quinquepartición y la decipartición
- Capítulo IX. Datos que no se refieren directamente a ninguna representación